# Чортківська ратуша
Чорткі́вська ра́туша — колишня ратуша у місті Чорткові Тернопільської області, пам'ятка архітектури місцевого значення; має унікальний для України вигляд завдяки фахверковій вежі.
Розташована в центрі міста, на площі Ринок, 18. Це так звана «стара ратуша», споруджена у XIX ст.. Біля неї збереглись торгові ряди також XIX ст. у вигляді двоповерхової споруди з колонадою. На ратушній вежі встановлено годинник з чотирма циферблатами, виготовлений під протекцією тодішнього бургомістра Носса в Берні, а на шпилі — флюгер у вигляді півня. Вежа фахверкова, що є рідкістю для Галичини, тому зовнішній вигляд цієї споруди нагадує середньовічні будинки Північної Європи, зокрема Німеччини. Ймовірно, що незвичний вигляд вежі можна пояснити тривалим навчанням бургомістра Людвіка Носса на факультетах фармакології у Швейцарії та Данії.
Стара ратуша давно припала до смаку кінематографістам: тут знімались фільми «Вершники», «Діти підземелля», «Квартет Гварнері», «Вишневі ночі».
Приміщення нового магістрату або Нової ратуші розташоване трохи далі. Ця ратуша теж прикрашена вежею з годинником, але не є такою мальовничою, як старій ратуші. Нову ратушу спорудили у 1926-1930-х рр..

## Світлини

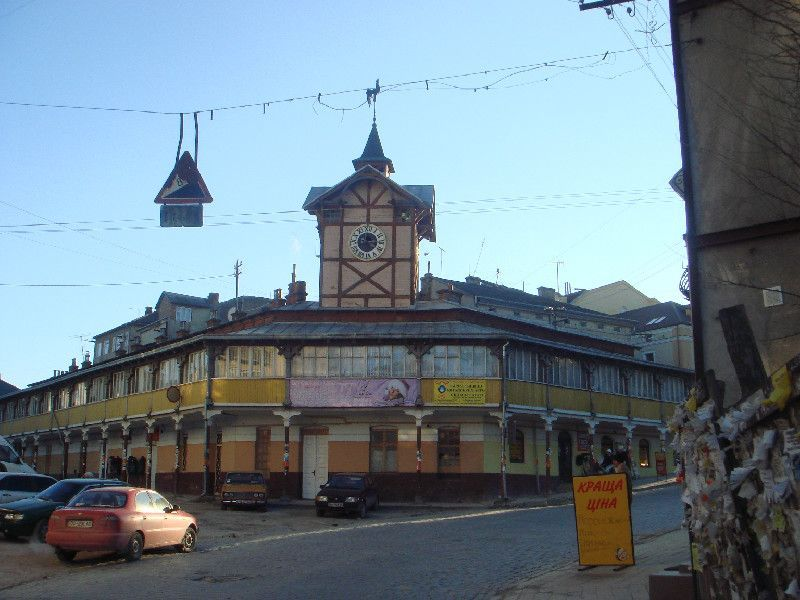
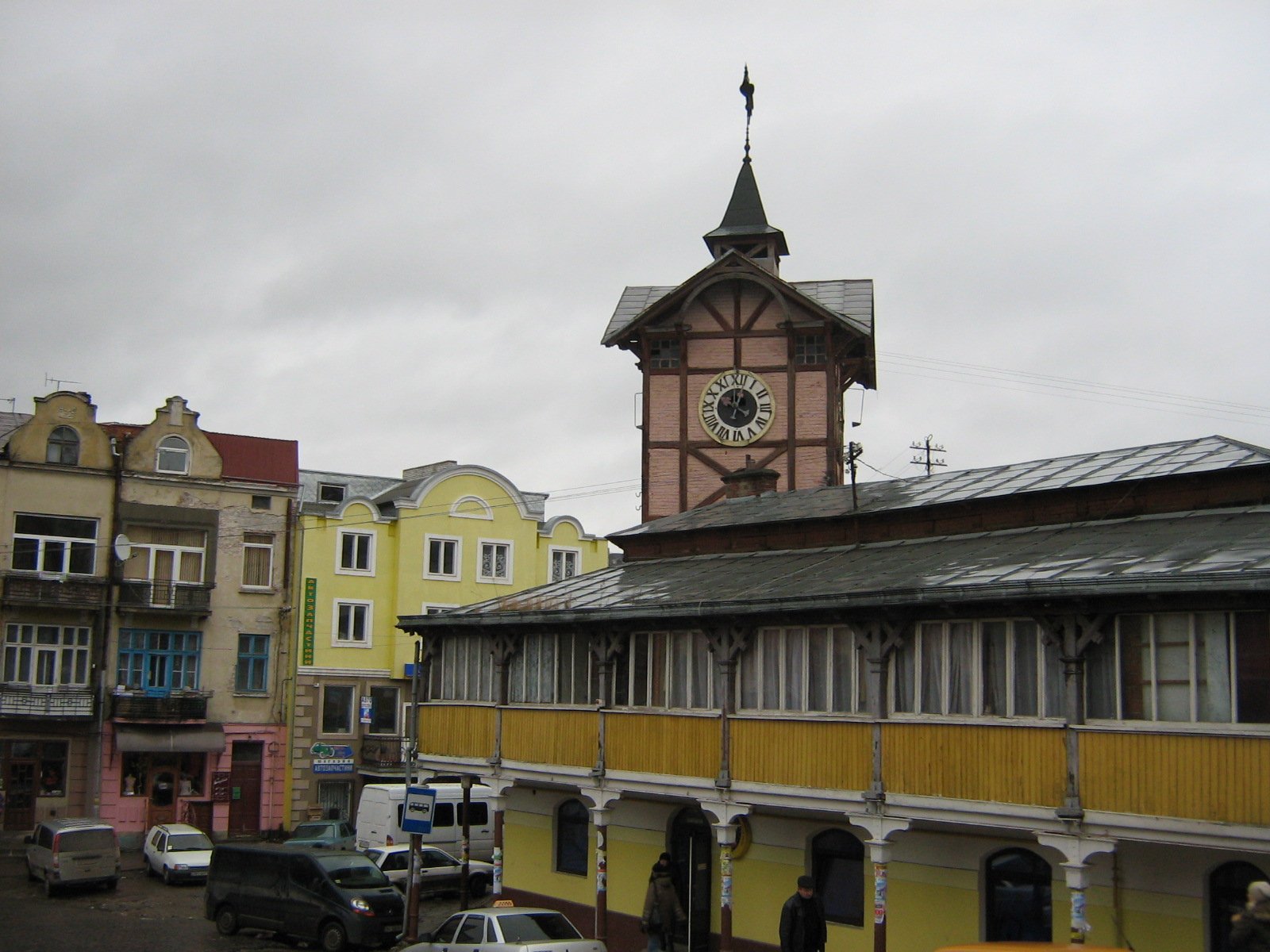
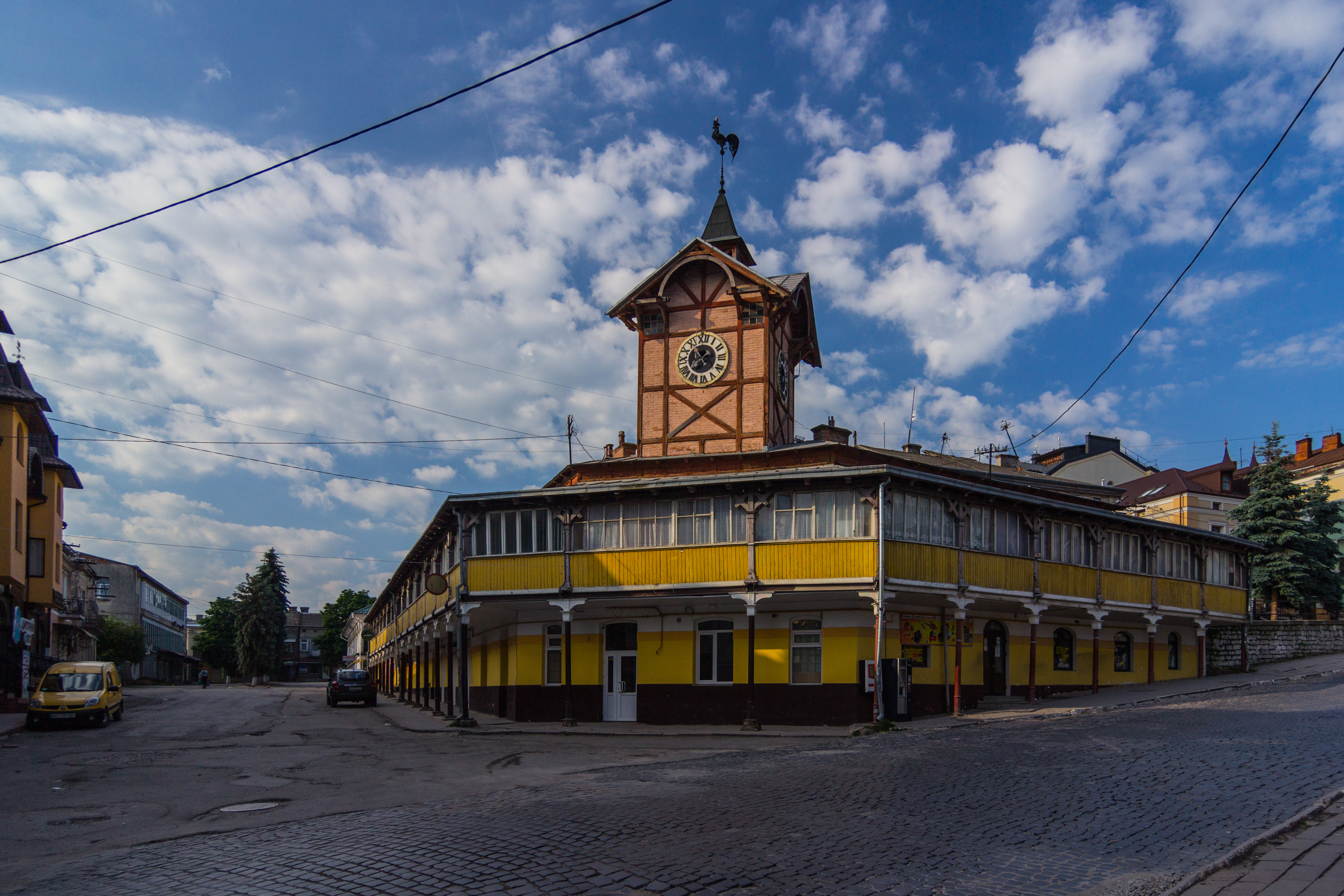